# Cukor blues
A Cukor Blues William Dufty 1975-ben megjelent nagy sikerű könyve. A Cukor blues (2009-ig) több mint 1,6 millió példányban lett kinyomtatva. A szerző felesége, Gloria Swanson utazásai során népszerűsítette a könyvet, továbbá John Lennon is nagy támogatója volt a műnek.

## Cukor Blues
A könyv a cukor kultúrtörténetéről, hatásairól és lehetőségeinkről szól egy cukorfüggő társadalomban. Az író bemutatja, hogy lett a cukor a mindennapjaink része. Beszél arról az anyagról (C12H22O11), amely függőséget okoz, és amelynek fogyasztása rendkívül káros az egészségre és amely hozzájárul számtalan testi és lelki nyavalyánkhoz.
A finomított cukor, amely szinte kizárólag a szacharóz nevű molekulából épül fel, semmilyen vitamint nem tartalmaz, hanem ellenkezőleg, a szervezettől értékes vitaminokat és ásványi anyagokat rabol el, betegségek egész sorának kialakulásához járul hozzá; többek között a cukorbetegség, candida, fekélybetegségek, köszvény, szívkoszorúér-trombózis (vérrög), egyes rákos megbetegedések, májbetegségek, allergiás megbetegedések, fogszuvasodás, csontritkulás, emésztési zavarok, gyermekkori hiperaktivitás, kamaszkori pattanásos bőr, depresszió, állandó fáradtságérzés, lelki zavarok, elmebetegségek stb. Nézete szerint a cukor minden kétséget kizáróan az emberiség első számú gyötrője és gyilkosa.
Ha finomított cukrot (szacharózt) eszünk, az a következő lépésben glükózzá bomlik, így megkerüli a szervezet kémiai lebontó mechanizmusait. A szacharóz egyenesen a belekbe jut, ahonnan glükóz formájában felszívódik a vérbe, ahol a glükózszint eddig pontosan egyensúlyban volt az oxigénnel. Most azonban a vér cukorszintje erőteljesen megemelkedik, az egyensúly megszűnik, és a szervezet krízisállapotba kerül.
- „Amikor a glükóz felszívódik a vérbe, felélénkülünk. Hangulatunk megjavul. A csalóka energiahullámot azonban hamarosan egy mélypont követi, amikor a vércukorszint az átlagos szint alá csökken. Kedvetlenek és fáradtak leszünk, és amíg a vér glükózszintje meg nem emelkedik ismét, nehezünkre esik még egy mozdulat, sőt a gondolkodás is. Agyunk gyanakvást és hallucinációkat produkálhat. Esetleg ingerlékenyek, idegesek, lobbanékonyak leszünk. A második krízis mélysége az elfogyasztott cukor mennyiségének függvénye.”

Ha a mélypont után újra cukrot eszünk, az hosszú távon a mellékvesék károsodásához vezet. A mellékvesék kimerülnek, de nem az állandó működés, hanem a maximális igénybevételek sorozata miatt. Ha a szervezet működésének egyensúlya felborul, az az egész endokrin rendszerben érezteti hatását. Agyunk csakhamar nem tud különbséget tenni a valóság és a képzelet között, és hajlamossá válunk elhamarkodott lépésekre. Stresszhelyzetben összeroppanunk, mert endokrin rendszerünk nem tud megfelelően reagálni rá. Alacsony hatékonysággal végzünk mindent, állandóan fáradtak vagyunk, és úgy érezzük, sosem jutunk semminek a végére. Ez a cukor blues.
Az orvosok tanulmányaik alapján megállapítják: „mivel az agysejtek rendkívüli módon függenek a vércukorszint állandóságától, ezért feltehetően az agysejtek károsodnak legkönnyebben. Az, hogy a neurotikusok száma a lakosság körében riasztóan nagy és folyamatosan növekszik, mindezt teljesen egyértelművé teszi.”
A néhai endokrinológus, John W. Tintera világosan fogalmaz: „Igenis javíthatunk alapvető kedélyállapotunkon, hatékonyságunkon és személyiségünkön. Annyit kell tennünk, hogy semmilyen formában – még közvetve sem – eszünk cukrot.”

## A könyv címének értelmezése
A finomított cukrot, szacharózt összetett kémiai folyamat eredményeként a cukorrépa vagy cukornád édes nedvéből nyerik, eltávolítva valamennyi rostot és fehérjét, amely a természetes növény 90%-át adja.
Blues: a depresszió vagy melankólia állapota, amelyet félelem, nyugtalanság és rossz közérzet jellemez.
Cukor blues: testi és lelki nyomor, amelyet a finomított sucrose – közismert nevén cukor – fogyasztása okoz.

## Magyarul
- Cukor blues; ford. Matolcsi Gábor; Kétezeregy, Piliscsaba, 2002